# Francisco Goya
Francisco José de Goya y Lucientes (Fuendetodos, Španjolska, 30. ožujka 1746. – Bordeaux, Francuska, 16. travnja 1828.), španjolski slikar i graver.
Bio je najvažniji europski umjetnik svoga doba koji je izvršio ogroman utjecaj u evoluciji slikarstva. 
Rodio se, živio je, ponekad teško obuzdavajući svoju narav i svoje stavove i umro u burnom razdoblju povijesti kada se je stvarao novi svjetski poredak u čijim približnim okvirima živimo i danas.

## Životopis
Rođen je, u malom mjestu Fuendetodos, kao četvrto dijete, a drugi sin, od oca José de Goya i majke Gracie Lucientes.
Kao dijete provodio je vrijeme u radionici svoga oca pozlatara koji je htio da ga on i naslijedi u tome zvanju, ali ipak se je odlučio za zvanje slikara.
U Zaragozi je s 14 godina učio od prijatelja svoga oca, slikara Joséa Luzana, koji je u umjetničkim krugovima bio poznatiji kao učitelj nego kao autor.
Krajem 1769. godine, u potrazi za nadahnućima, odlazi na putovanje u Italiju, o kojem se malo zna. Između ostalih gradova, posjećuje Rim, Veneciju, Genovu i Parmu, u kojoj, početkom 1771. godine, osvaja drugu nagradu na lokalnom slikarskom natječaju, slikom naziva Hanibal prelazeći Alpe (španj. Anibal cruzando los Alpes), a o čijoj se sudbini danas ne zna ništa.
God. 1771. je bila i godina njegova povratka u domovinu, točnije Zaragozu, gdje po prvi puta ostvaruje radove, religiozne tematike, s razvijenim stilom, po kojima se dalo naslutiti njegovo umijeće.
Vjenčao se 25. srpnja 1773., s Josefom Bayeu, sestrom Francisca Bayeua jednog od najutjecajnijih slikara u Madridu, koji je svoj utjecaj imao zahvaliti poznanstvu s prgavim nijemcem Antonom Rafaelom Mengsom, tada prvim slikarom španjolskog kralja Karla III.
Rodilo mu se troje djece od kojih je punoljetnost doživjelo samo najmlađe, što je poprilično pridonijelo majstorovim tjeskobnim raspoloženjima. Prvo dijete, Antonio Juan Ramon, se rodilo 1774., ali umire nedugo nakon rođenja. Eusebio Ramón, Goyino drugo dijete, dolazi na svijet 1775., godine i kada s druge Atlantskog oceana George Washington preuzima zapovijedništvo nad trupama u Američkom ratu za neovisnost. Dvije godine poslije rodio se i najmlađi sin, Vicente Anastasio.
Šogor mu je, iste godine, namaknuo posao u Kraljevskoj tvornici  tapiserija za koju je ostvario šezdeset i tri predloška (39 do 1780., 17 između 1786. – 1788. i 7 1791. – 1792.) s motivima lova, idile i svakodnevnog života te na taj način otvara vrata kraljevske kuće, koja je oduvijek obilno nagrađivala talentirane umjetnike. Istovremeno slika i portrete raznih dvorskih likova te djela s religioznim motivima po kojima ga zamjećuju pripadnici struke.
Prvu seriju gravura ostvaruje 1778., na kojima se nalazi šesnaest kopija Velàzquezovih ulja. Velázquez, kao i Rembrandt, bili su, bez sumnje, najveći Goyni uzori, posebno na području portreta.
Na madridskoj Likovnoj akademiji »San Fernando«, imenovan je članom 1780. za koju je, povodom primanja, ostvario jedno od njegovih prvih remek djela, sliku zvanu Razapeti Krist (španj. Cristo crucificado). To mu je imenovanje, između ostalog, otvorilo vrata u tadašnju visoku zajednicu i ubrzo postaje nešto poput današnjih zvijezda zabavne industrije, pogotovo među pripadnicama te zajednice.
Malo poslije smrti Antona Rafaela Mengsa šalje kralju molbu (24. srpnja 1779.) da ga imenuje kraljevskim slikarom. Potvrdni odgovor mu stiže sedam godina kasnije (7. srpnja 1786.). Njegovo ogromno zadovoljstvo tim događajem ostaje zabilježeno u jednom pismu upučeno njegovom prijatelju Martinu Zapateru u kojem navodi: "Martine moj! Već sam kraljevski slikar od petnaest tisuća realesa!".
Dvije godine kasnije umire kralj Karlo III te ga na tronu nasljeđuje njegov sin, Karlo IV. Kraljevanje novog kralja započelo je u prosincu 1788., pet mjeseci prije početka francuske revolucije. Monarh mu naručuje portrete i kao nadoknadu za izvršen posao obećaje mu najuzvišenije slikarsko mjesto koje je mogao priželjkivati, mjesto Prvog kraljevskog slikara. Kraljevsko se obećanje ostvaruje 1789.
U zimi 1792., za vrijeme svog boravka na jugu Španjolske, teško obolijeva. Pošto je bio poznat i po svom promiskuitetnom životu neki su sumnjali da je u pitanju bila neka od veneričnih bolesti. Zbog posljedica te bolesti ostaje potpuno gluh, ali i neumoljiviji u svom umjetničkom izražaju.
1799., dovršio je na zahtjev vladara remek djelo, portret poznat kao Obitelj Karla IV (španj. La familia de Carlos IV) crpeči inspiraciju iz Velazquezovih "Las Meninas". To je službeni portret, formalnog izražaja, ali u kojem si autor dopušta izvjesnu ironiju u oblikovanju portretiranih likova kritičkim realizmom.
Iste je godine dovršio brilijantnu seriju gravura, satiričkog karaktera, poznatu kao Hirovi (španj. Los caprichos). To su osamdeset i dva djela koja sadržavaju britku kritiku tadašnjeg španjolskog civilnog i crkvenog društva. U toj se seriji pojavljuju neobična bića, koja se u kasnijim majstorovim djelima ponavljaju puno češće. Dva dana nakon izdanja, zbog straha od represalija, povlači ih s tržišta.
Slikao je portrete, ne samo za kraljevsku obitelj, već i za madridsku aristokraciju, te se i među tim slikama nalaze neka njegova najcjenjenija djela poput: Grofica od Činčona (španj. La condesa de Chinchon), Gola ljepotica (španj. La maja desnuda) i Odjevena ljepotica (španj. La maja vestida). Za posljednje dvije slike, legenda kaže da se na njima pojavljuje plemenita Cayetana, vojvotkinja od Albe, koja je s umjetnikom održavala, za ono vrijeme, skandalozne odnose.
Poslije Velázqueza, Goya je najveća pojava u španjolskom slikarstvu, majstor koji je mimo shema rokokoa i klasicizma duboko zahvatio u stvarnost svoga doba i svoje sredine. Goyino je djelo po tematici svestrano. Slikao je prizore iz pučkog života, stravične scene iz pobuna i ludnica, te kartone za tapiserije, no vrhunac svog stvaranja dosegao je u portretu.
Kao dvorski slikar Goya je desetljećima portretirao vladare, aristokraciju, generale i ministre, vojvode i vojvotkinje, ostvarujući njihove likove genijalnom pronicljivošću.

## Djela
Najpoznatije slike:
- "Razapeti Krist" (španj. Cristo crucificado)
- "Odjevena maja" (španj. La maja vestida)
- "Gola maja" (španj. La maja desnuda)
- "Drugi svibnja 1808." (El 2. de Mayo de 1808 en Madrid)
- "Treći svibnja 1808. u Madridu" (španj. El 3. de Mayo de 1808 en Madrid)
- "Grofica od Činčona" (španj. Condesa de Chinchon)
- "Obitelj Karla IV." (španj. La familia de Carlos IV)
- "Saturn proždire jednog sina" (španj. Saturno devorando un hijo)

Gravure:
- "Kopije Velázquezovih ulja"
- "Hirovi" (španj. Los caprichos)
- "Strahote rata" (španj. Los desastres de la guerra)
- "Borbe s bikovima" (španj. Tauromaquia)
- "Besmislice" (španj. Disparates)

## Vanjske poveznice
| portal: likovna umjetnost | portal: likovna umjetnost |

- Biografija i opus

- Neke od najpoznatijih slika  Arhivirana inačica izvorne stranice od 20. studenoga 2006. (Wayback Machine)

- Virtualna izložba majstorovih gravura  Arhivirana inačica izvorne stranice od 7. prosinca 2006. (Wayback Machine)